# Пера (Тренто)
Пера је насеље у Италији у округу Тренто, региону Трентино-Јужни Тирол.
Према процени из 2011. у насељу је живело 504 становника. Насеље се налази на надморској висини од 1343 м.